# NGC 5234
NGC 5234 est une vaste galaxie lenticulaire située dans la constellation du Centaure. Sa vitesse par rapport au fond diffus cosmologique est de 3 908 ± 17 km/s, ce qui correspond à une distance de Hubble de 57,7 ± 4,0 Mpc (∼188 millions d'al). NGC 5234 a été découverte par l'astronome britannique John Herschel  en 1834.
NGC 5234 présente une large raie HI.